# Wilhelm Freudenberg
Wilhelm Freudenberg (Raubach, Neuwied, 11 de març de 1838 - 22 de maig de 1928) fou un compositor alemany.
Abans de dedicar-se a la música estudià teologia; després fou director d'orquestra de diversos teatres, sent anomenat el 1865 director de la Caecilienverein i del Synagogenveiren de Wiesbaden, ciutat en la qual fundà el 1870 un conservatori, i va ser després director de la Sing Akademie.
El 1886 obrí a Berlín una escola de música, més tard fou director dels teatres de Ratisbona i Augsburg i, a partir de 1895, dirigí el cor de la Kaiser Wilhelm-Gedächtniskirche. És autor de l'obertura Durch Dunkel zum Licht; del poema simfònic Ein Tag in Sorrent i de les òperes:
- Die Pfahlbauer: (1877)
- Die Nebenbuhler: (1879)
- Kleopatra: (Magdenburg, 1882)
- Die Mühle im Wisperthale: (Augsburg, 1889)
- Marino Faliero: (Ratisbona, 1889)
- Johannisnacht: (Hamburg, 1896)
- Das Jahrmarktsfest zu Plunddersweirlern: (Brema, 1908)
- Die Klause von Sulmenbach
- Das Mädchen von Treppi.

També se li deuen, motets, cors, i peces característiques per a orquestra.